# فردیناندو ماندرینی
فردیناندو ماندرینی (ایتالیایی: Ferdinando Mandrini؛ ۱۷ ژوئن ۱۸۹۷ – ۲۲ نوامبر ۱۹۸۰) ژیمناست هنری اهل ایتالیا بود.